# Stade de Genève
Stade de Genève is een voetbalstadion in Lancy, nabij Genève in Zwitserland. Er is plaats voor 30.084 mensen in het stadion. Het is het thuisstadion van de voetbalclub Servette FC Genève. Het stadion werd op 16 maart 2003 officieel geopend.
Tijdens het EK voetbal in 2008 werden er in dit stadion drie groepswedstrijden gespeeld.